# Берлинский экспресс (фильм, 1948)
«Берлинский экспресс» (англ. Berlin Express) — американский политический нуаровый триллер режиссёра Жака Турнёра, вышедший на экраны в 1948 году.
Фильм рассказывает о случайно образовавшейся группе представителей стран-союзников, которая во Франкфурте ведёт поиск похищенного немецкого политического деятеля, выступающего за объединение Германии.
«Сюжет и композиция фильма напоминают „Шанхайский экспресс“ (1932) Джозефа фон Штернберга, в котором представители разных национальностей и политических пристрастий также едут в полном интриг поезде через разорванную войной страну». Такие черты фильма, как обширное использование архивных съёмок, операторская работа в документальном стиле, закадровое повествование и опора на жизненное правдоподобие напоминают о фильмах «Дом на 92-й улице» (1945) Генри Хэтэуэя, «Он бродил по ночам» (1948) Альфреда Веркера и «Сборщики налогов» (1948) Энтони Манна… Во многих смыслах эта картина «смотрится как разминка перед „Третьим человеком“ (1949) Кэрола Рида», который «отличается большей стилистической чёткостью, более увлекательными звёздами и, самое главное, более захватывающей историей».
Фильм начинается следующими титрами: «Реальные сцены во Франкфурте и Берлине были сняты с согласия американской оккупационной армии, британской оккупационной армии и советской оккупационной армии».

## Сюжет
В послевоенном Париже авторитетный немецкий государственный деятель и известный сторонник мира, доктор Генрих Бернард (Пол Лукас) на закрытой конференции ООН делает доклад на спорную тему объединения Германии. В другой части города мальчишки находят мёртвого почтового голубя, к которому привязана бумажка с зашифрованным сообщением: «9850, 21:45, D, Зульцбах», которую они передают в полицию. Французская полиция не в может расшифровать послание, но решает уведомить о нём союзников.
Тем же вечером семеро пассажиров садятся в вагон 9850 американского военного поезда, направляющегося из Парижа в Берлин. Среди них: американский эксперт Министерства сельского хозяйства Роберт Линдли (Роберт Райан), секретарша-француженка Люсьен Мирбо (Мерл Оберон), немецкий бизнесмен Отто Францен, английский педагог Джеймс Стерлинг (Роберт Кут), лейтенант Советской армии Максим Кирошилов (Роман Топоров), бывший участник французского сопротивления Анри Перро (Чарльз Корвин) и таинственный немец Ганс Шмидт (Петер фон Зернек). Купе «D» занимает неизвестное высокопоставленное лицо, которым, как вскоре выясняется, является доктор Бернард. Заметно, что у представителей союзнических держав всё ещё сильна память о том, что немцы были их врагами в ходе войны, и они испытывают подозрительность по отношению к ним.
В 21:45 в приграничном городе Зульцбах поезд останавливается из-за непредвиденных обстоятельств — на железнодорожных путях застряла крестьянская повозка. После того, как солдаты освобождают дорогу, поезд готов продолжить движение. Доктор Бернард заходит в своё купе, вызывая взрыв гранаты, которая убивает его.
По прибытии в разрушенный войной Франкфурт, всех пассажиров вагона отправляют в штаб-квартиру американских оккупационных войск для допроса. Побеседовав с Робертом, следователи приглашают в кабинет Францена, который оказывается настоящим Бернардом (убитый в поезде был одним из его телохранителей), и Люсьен, которая является его ассистенткой.
Беспокоясь о безопасности Бернарда, американские военные рекомендуют профессору на некоторое время остаться под их защитой, однако, профессор, настаивает на том, что ему срочно нужно быть в Берлине для решения важнейших вопросов создания немецкого государства, и решает продолжить поездку. На железнодорожном вокзале к Бернарду подходит его старый друг, профессор Йохан Вальтер (Рейнхольд Шунцель). Несколько секунд спустя раздаётся женский крик и кто-то теряет сознание, вызывая всеобщую суету в зале, во время которой Бернард таинственным образом исчезает.
Американская армия немедленно начинает поиск Бернарда, однако Люсьен обращается за помощью к Роберту, Джеймсу, Перро и Максиму, и объясняет им, кто такой Бернард. Учитывая, что они знают его в лицо, Люсьен просит их принять участие в поиске.
Бернарда удерживает в квартире Вальтера подпольная нацистская группа, выступающая против его деятельности по объединению Германии. При разговоре наедине Вальтер сознаётся Бернарду, что пошёл на сотрудничество с нацистами ради спасения похищенной ими жены. После того, как Бернарда уводят, нацисты сообщают Вальтеру, что его жена давно умерла.
После суток безрезультатных поисков по городу группа останавливается у информационного столба с частными объявлениями о поиске пропавших родственников, где Люсьен замечает записку с адресом, которую прикрепил Вальтер. Предполагая, что Вальтер может что-то знать, команда направляется к нему домой, однако видит, что Вальтер повесился.
Не зная, что предпринять дальше, Льюсен уже готова прекратить поиски, но Перро предлагает осмотреть напоследок подпольные немецкие ночные клубы. В одном из клубов Роберт и Люсьен замечают женщину, которая курит точно такие же особые сигареты, которые курил Бернард. Он подбирает окурок и видит на нём монограмму в виде буквы «Б».
Женщина оказывается актрисой, которая со сцены в юмористическом стиле отвечает на вопросы зрителей об их будущем. Когда Роберт спрашивает её о докторе Бернарде, она тут же убегает со сцены. Роберт пытается её преследовать, но его останавливает клоун, давая возможность артистке скрыться. Начинается драка, в ходе которой кто-то невидимый наносит клоуну удар, от которого тот теряет сознание, а затем переодевается в клоунский костюм.
Роберт и Люсьен обращаются к сержанту американской армии Барнсу, которой сидел за столиком со сбежавшей артисткой и был знаком с ней. Он отводит их на разбомбленную пивоварню, где якобы живёт актриса. Это место оказывается логовом нацистской группы, похитившей Бернарда, а сам Барнс ведёт двойную игру и на самом деле работает на эту группу. Лидер группы Кесслер и его подручные, угрожая оружием, говорят, что заманили Люсьен к себе специально, чтобы узнать от неё подробности плана объединения Германии, которые отказывается раскрыть доктор Бернард.
Во время разговора в помещение врывается человек, переодетый в клоунский костюм, что приводит к перестрелке, в ходе которой он получает серьёзное ранение, но убегает. Добравшись до ночного клуба, он успевает перед смертью сообщить американским солдатам о месте, где держат Бернарда. Выясняется, что умершим является Ханс Шмидт, призванный обеспечить безопасность Бернарда.
Тем временем, Люсьен отказывается что-либо сообщать преступникам, и тогда Кесслер решает расстрелять и её, и Бернарда. В этот момент в помещение врывается группа американских солдат вместе Перро. Загнав Кесслера в уединённую комнату, Перро объявляет ему, что является одним из руководителей их преступной организации. Не доверяя более Кесслеру, Перро убивает его, а затем возвращается к остальным.
Доктор Бернард и все члены группы садятся на поезд и продолжают свой путь в Берлин. Оставив Бернарда в купе одного, члены группы решают по очереди охранять его, первым вызывается Перро.
У Роберта возникают подозрения в отношении Перро. Во-первых, он каким-то образом знал, что первое убийство было совершено с помощью гранаты, а во-вторых, очень хотел остаться с Бернардом наедине. Зайдя в соседнее купе, Роберт видит в проходящем мимо поезде отражение происходящего в купе Бернарда, где Перро пытается задушить Бернарда. Роберт успевает предотвратить убийство, однако Перро удаётся вырваться, он убегает по вагонам поезда, однако в итоге его убивает один из преследующих его американских военных.
Добравшись до Берлина, американец, англичанин и русский прощаются друг с другом, надеясь на встречу в будущем, а затем разъезжаются каждый в свой сектор.

## В ролях
- Мерл Оберон — Люсьен
- Роберт Райан — Роберт Линдли
- Чарльз Корвин — Перро
- Пол Лукас — доктор Бернард
- Роберт Кут — Стерлинг
- Рейнхольд Шунцель — Вальтер
- Роман Топоров — лейтенант Максим
- Петер фон Зернек — Ханс Шмидт
- Отто Валдис — Кесслер
- Майкл Харви — сержант Барнс

## Создатели фильма и исполнители главных ролей
К числу лучших режиссёрских работ Жака Турнёра относятся фильмы нуар «Из прошлого» (1947) и «Сумерки» (1957), а также фильмы ужасов «Люди-кошки» (1942), «Я гуляла с зомби» (1943, по сценарию Курта Сиодмака) и «Ночь демона» (1957).
Курт Сиодмак более всего известен сценариями к фильмам ужасов компании «Юнивёрсал», таким как «Возвращение человека-невидимки» (1940), «Человек-волк» (1941), «Франкенштейн встречает человека-волка» (1943), «Сын Дракулы» (1943) и «Дом Франкенштейна» (1944), а также фантастическому фильму ужасов «Мозг Донована» (1953), который был поставлен по его роману.
Мерл Оберон известна по ролям в драматических лентах «Эти трое» (1936) и «Грозовой перевал» (1939), а также фильмам нуар «Жилец» (1944) и «Тёмные воды» (1944).
Роберт Райан в начале карьеры был более всего известен главными ролями в нуарах «Женщина на пляже» (1947), «Перекрёстный огонь» (1947) и «Акт насилия» (1948), два последних затрагивали острую армейскую проблематику. Впоследствии Райан сыграл роли с таких нуарах, как «Подстава» (1949), «На опасной земле» (1951) и «Ставки на завтра» (1959).

## Некоторые особенности создания фильма
В конце 1946 года продюсер фильма Берт Грэнет провёл шесть месяцев в Германии и Франции, снимая документальный материал, послуживший отправной точкой для разработки сценария… Натурные съёмки велись в Париже и Берлине, они включали виды Бранденбургских ворот, рейхсканцелярии и гостиницы «Адлон»… Съёмочная группа этой картины была первой, которая получила разрешение на съемки в советской зоне Берлина… Обозреватели отмечали реалистическое, близкое к документальному отображение состояния послевоенной Германии, а также использование французской и немецкой речи без перевода.
Сцены в штабе американских оккупационных сил во Франкфурте снимались в реальных интерьерах штаба с его характерными лифтами непрерывного действия и с реальными американскими солдатами в качестве массовки. Знаменитое здание штаба, в котором ранее размещалась штаб-квартира немецкого химического концерна «И. Г. Фарбен», было намеренно не тронуто во время бомбардировок с тем, чтобы американцы смогли бы разместить в нём свой штаб.

## Реакция критики
Журнал Variety сразу после выхода фильма написал:
Самой впечатляющей чертой этого фильма стал выдающийся задний план, демонстрирующий разрушенную войной Германию. Благодаря документальному взгляду этот фильм запечатлел страшную картину жизни среди разрухи. Это делает фильм потрясающим и захватывающим. Главным недостатком сценария (основанного на сюжете Курта Сиодмака) является неспособность порвать с клише антинацистских фильмов. Нацисты, на этот раз подполье, по-прежнему остаются главными злодеями, однако трудно принимать всерьёз эту группу оборванцев. Тем более, что мотивы их действий в картине должным образом не объясняются, в частности, при похищении известного немецкого демократа, роль которого исполняет Пол Лукас. Отправляясь в экспрессе Париж-Берлин на конференцию союзников по объединению Германии, Лукас попадает в засаду во Франкфурте, несмотря тщательно проработанный план его защиты. Другие пассажиры поезда служат символами четырёх держав-победительниц, и соответственно представлены американцем (Роберт Райан), француженкой (Мерл Оберон), англичанином (Роберт Кут) и русским (Роман Топоров), а также подозрительным персонажем неизвестной национальности (Чарльз Корвин). Райан зарекомендовал себя первоклассным актёром в этом фильме, показывая окончательно, что его блестящая игра в «Перекрёстном огне» не была случайностью.
Газета «Нью-Йорк таймс» в 1948 году написала о фильме:
Как и вышедший незадолго до того «Поиск» (1948) Фреда Циннемана, камеры «Берлинского экспресса» запечатлели сходный образ послевоенной Европы, уловив тот же реалистический, пугающий и впечатляющий вид. И хотя сюжет этой мелодрамы сплошь и рядом демонстрирует дыры неправдоподобия, сама история рассказывается быстро и зрелищно. По сравнению с другими фильмами этого жанра, «Берлинскому экспрессу» удивительным образом удаётся донести идеологию Объединённых наций, при чём делается это не назидательно, и не скучно. И нотка надежды на будущее братство народов, которой заканчивается фильм, здесь не смотрится ни избыточной, ни театральной, а теплым и в целом естественным итогом… Хотя мотивы похищения политика и степень угрозы, которую представляют эти невнятно прописанные негодяи, весьма туманны, режиссёрская работа Жака Турнера поддерживает неослабевающий экшн, а личность главаря преступной организации успешно сохраняется в тайне. Однако, как было отмечено, именно панорамные и крупные планы жизни среди «новой архитектуры» Франкфурта и Берлина -  архитектуры «современной войны  начала двадцатого века» — придают приключенческой картине аутентичный характер воздействия документального кино. Впечатление усиливается благодаря обширному использованию французской и немецкой речи — часто без перевода — и преуменьшению значения главных действующих лиц, превращая его в фильм для зрелой аудитории.
Журнал «Тайм-аут» написал о фильме:
Четыре представителя оккупационных держав объединяют свои усилия, чтобы помочь «хорошему» немцу с его необъяснённым зрителю планом объединения страны сразу после завершения Второй мировой войны. Незначительные детали сбивают с толку своей абсурдностью (например, когда Оберон пробирается по каменным развалинам Берлина в дизайнерских платьях Орри-Келли). Но сам поезд быстро мчит повествование вперёд, а непреклонный взгляд Турнера на послевоенное опустошение ничем не слабее претензий любого документального фильма.
Кинокритик «Чикаго ридер» Дейв Кер в 2002 году следующим образом охарактеризовал этот фильм:
…Этот триллер эпохи железного занавеса… — не самая лучшая работа Турнера, на счету которого такие фильмы, как «Я гуляла с зомби» и «Из прошлого» — но всё-таки он очень хорошо выполнил натурные съёмки и смог вытянуть финальный саспенс из летаргического сценария (Гарольда Медфорда).
Кинокритик Деннис Шварц в 2004 году написал дал следующую характеристику фильму:
«Берлинский экспресс» Жака Турнье («Из прошлого») — это чёрно-белый идеологический шпионский триллер, выжимающий максимум из абсурдного сюжета и исторических событий, используемых как фон для этого вымышленного повествования… Выполненные оператором Люсьеном Баллардом бескомпромиссные кадры разрушенного Франкфурта и Берлина реалистично отображают отчаянное состояние Германии в период послевоенной оккупации, придавая фильму исторический документальный вид (выполненное официальным тоном закадровое  повествование также придаёт картине ощущение полу-документальности происходящего). Эти съёмки руин когда-то процветавших городов показывают то, что осталось от Рейхсканцелярии, Рейхстага, Бранденбургских ворот и гостиницы «Адлон». Здание «И. Г. Фарбен» во Франкфурте, главного производителя немецкой военной промышленности, осталось нетронутым, в настоящее время в нём располагается Университет Гёте. Хотя это и не самое значимое произведение, порой оно начинает блистать благодаря своей полной надежды гуманистической точке зрения. Интригующие реалистические съёмки на натуре и эпизоды в поезде захватывают, а зловещая атмосфера, которая создаётся вокруг воссоединения Германии, намекает на приближение Холодной войны. Повествование не столь интересно, оно построено по правилам триллера, но занимается политическим морализаторством куда больше, чем следовало бы фильму нуар.